# Ukhaatherium
Ukhaatherium è un mammifero estinto classificato nell'ordine degli Asioryctitheria vissuto in Mongolia nel periodo Campaniano (corrispondente al Cretaceo superiore di 83,5-70,6 milioni di anni fa).

## Descrizione
Questo genere è l'unico di tutto l'ordine di cui è disponibile uno scheletro completo, ritrovato nella località di Ukhaa Tolgod da una spedizione congiunta di ricercatori dell'Accademia delle Scienze mongola e del Museo Americano di Storia Naturale. Sappiamo che appartiene agli Asioryctitheria dalla dentatura, che è quella tipica di tutti i generi di quest'ordine: cinque incisivi, un canino, quattro premolari e tre molari nella mascella superiore e (4,1,4,3) in quella inferiore, disposti in maniera analoga ai generi Asioryctes e Kennalestes.
Ciò che invece appare assolutamente inedito per quest'ordine è la presenza delle ossa epipubiche sporgenti anteriormente dai cingoli pelvici della zona addominale: queste ossa, trovate nei mammiferi più arcaici nonché nei Monotremi e nei Marsupiali, ma non nei mammiferi moderni, suggeriscono un periodo relativamente breve di gestazione e la nascita di piccoli forse non ancora completamente formati (come nei Marsupiali). Questa caratteristica arcaica ha dato spunto a molti ricercatori di considerare gli Asioryctitheria come mammiferi ancestrali non classificabili negli Eutheria. Tuttavia anche il ritrovamento della specie Eomaia scansoria con le stesse ossa epipubiche ha acceso lo stesso dibattito e, nonostante questo, l'animale è tuttora considerato il membro più antico degli Eutheria con caratteristiche dentali del tutto simili ai primi esponenti degli Asioryctitheria quali Murtoilestes e Prokennalestes.
L'animale era lungo 12 centimetri (senza la coda) con un cranio lungo a sua volta tre centimetri; si conoscono svariate vertebre cervicali, almeno nove vertebre toraciche, una vertebra sacrale che si collega al bacino e cinque vertebre caudali. Le zampe anteriori presentano un omero lungo 1,5 centimetri ed un'ulna leggermente superiore (1,8 cm); sono stati ritrovati artigli taglienti, ma falangi frammentate e disarticolate.
Nelle zampe posteriori il femore è lungo 1,7 centimetri, il perone ne raggiunge 2 mentre la tTibia addirittura 2,1 (l'osso più lungo di tutto l'animale).
Le caviglie dell'Ukhaatherium sono state oggetto di uno studio da parte del ricercatore Horovitz nel 2000: nei mammiferi moderni le ossa dell'astragalo e del calcagno si sovrappongono, mentre nei mammiferi arcaici questa sovrapposizione è appena accennata e le due ossa sono disposte affiancate per dare doppio sostegno e stabilità (nelle forme attuali parte del peso è sopportato invece dalla tibia); dello Ukhaatherium sono noti il calcagno (lungo tre millimetri e largo 2,4) e solo una parte dell'astragalo (dalla forma simile ad un fungo).